# Hypogastrura tigridis
Hypogastrura tigridis är en urinsektsart som först beskrevs av Brown 1925.  Hypogastrura tigridis ingår i släktet Hypogastrura och familjen Hypogastruridae. Inga underarter finns listade i Catalogue of Life.